# Kot, Lendava
Kot este o localitate din comuna Lendava, Slovenia, cu o populație de 136 de locuitori.